# Омелянівка (станція)
Омелянівка — проміжна залізнична станція Коростенської дирекції Південно-Західної залізниці лінії Коростень-Подільський — Звягель I між станцією Гранітний (6 км) та зупинним пунктом Бондарівський (4 км). Розташована у селі Горщик Коростенського району Житомирської області.

## Історія
Станція виникла 1916 року. Виникненню станції Омелянівка сприяла Перша світова війна. На той час у Російській імперії не було залізниці, яка проходила уздовж західного кордону, що ускладнювало швидке переміщення військ. З початком війни, за державні гроші, було розпочато будівництво рокадної залізниці Жлобин — Коростень — Шепетівка — Кам'янець-Подільський. З її будівництвом у 1916 році в селі Горщик була відкрита станція Омелянівка.
1916 року побудований невеликий типовий вокзал у вигляді літери «Н»  — даний тип притаманний для Полісся. Його головною характерною рисою є шість ризалітів: з боків і в центрі з кожного боків будівлі. Над кожним ризалітом височить фронтон, на центральному з яких у вигляді мозаїки викладено назву станції. Так само з декору є невеликий цегляний карниз, що побудований уздовж всієї будівлі. Вокзал не багатий на архітектурні надмірності, а зовні скоріше нагадує невелику фортифікаційну споруду, як данина тим часам, коли він був побудований.
З початком Другої світової війни станція була захоплена німецькими військами, а звільнена через два роки — в останній день 1943 року.
Станом на 17 грудня 1926 року та 1 вересня 1946 року селище залізничної станції обліковувалося, як населений пункт, в складі Горщиківської сільської ради Коростенського (Ушомирського) району.
2006 року станція електрифікована разом із усією лінією Коростень — Звягель I — нині це головний швидкісний ход з Києва на Західну Україну.

## Пасажирське сполучення
На станції зупиняються приміські поїзди до станцій Коростень та Шепетівка.

## Галерея

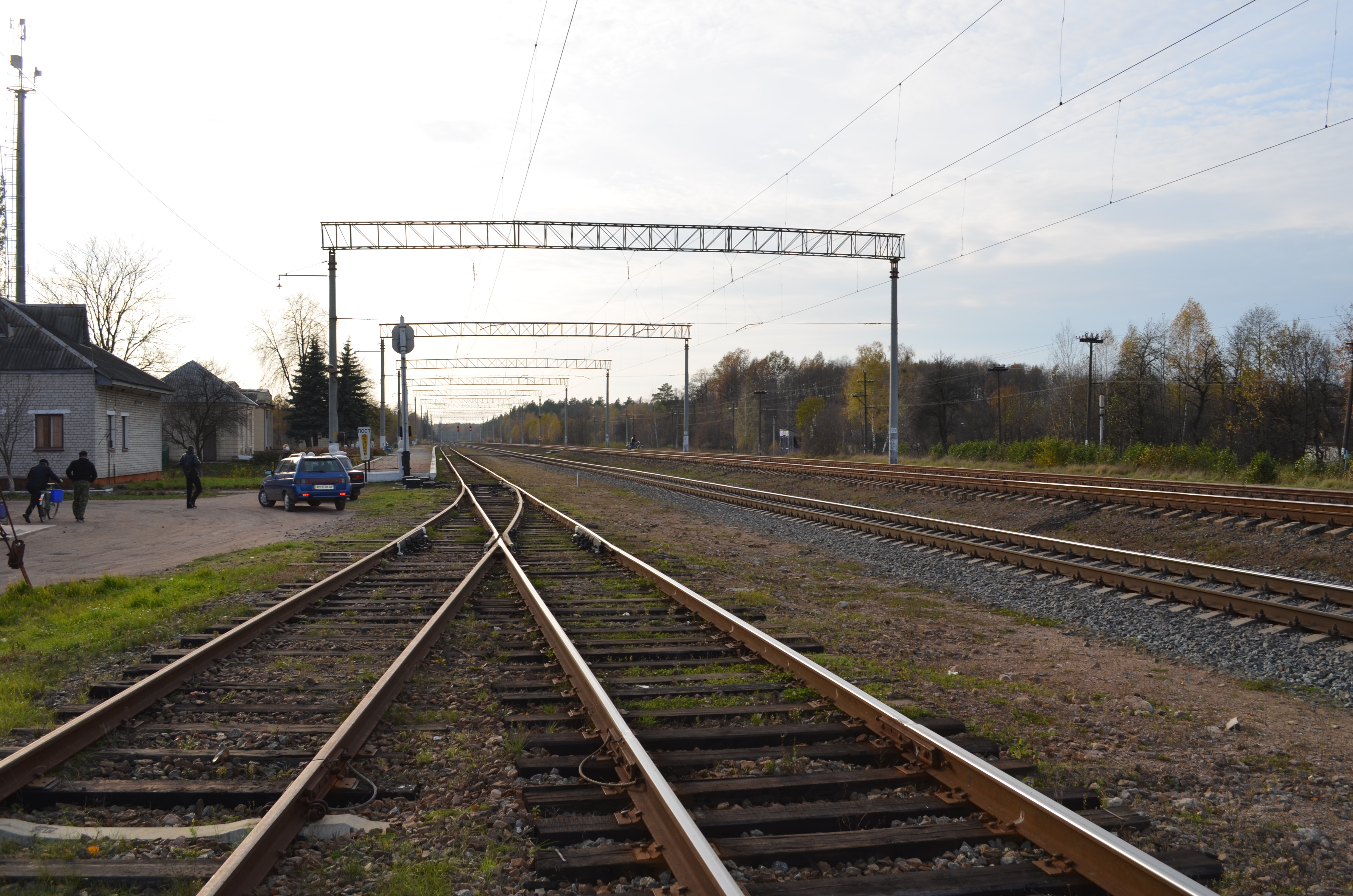
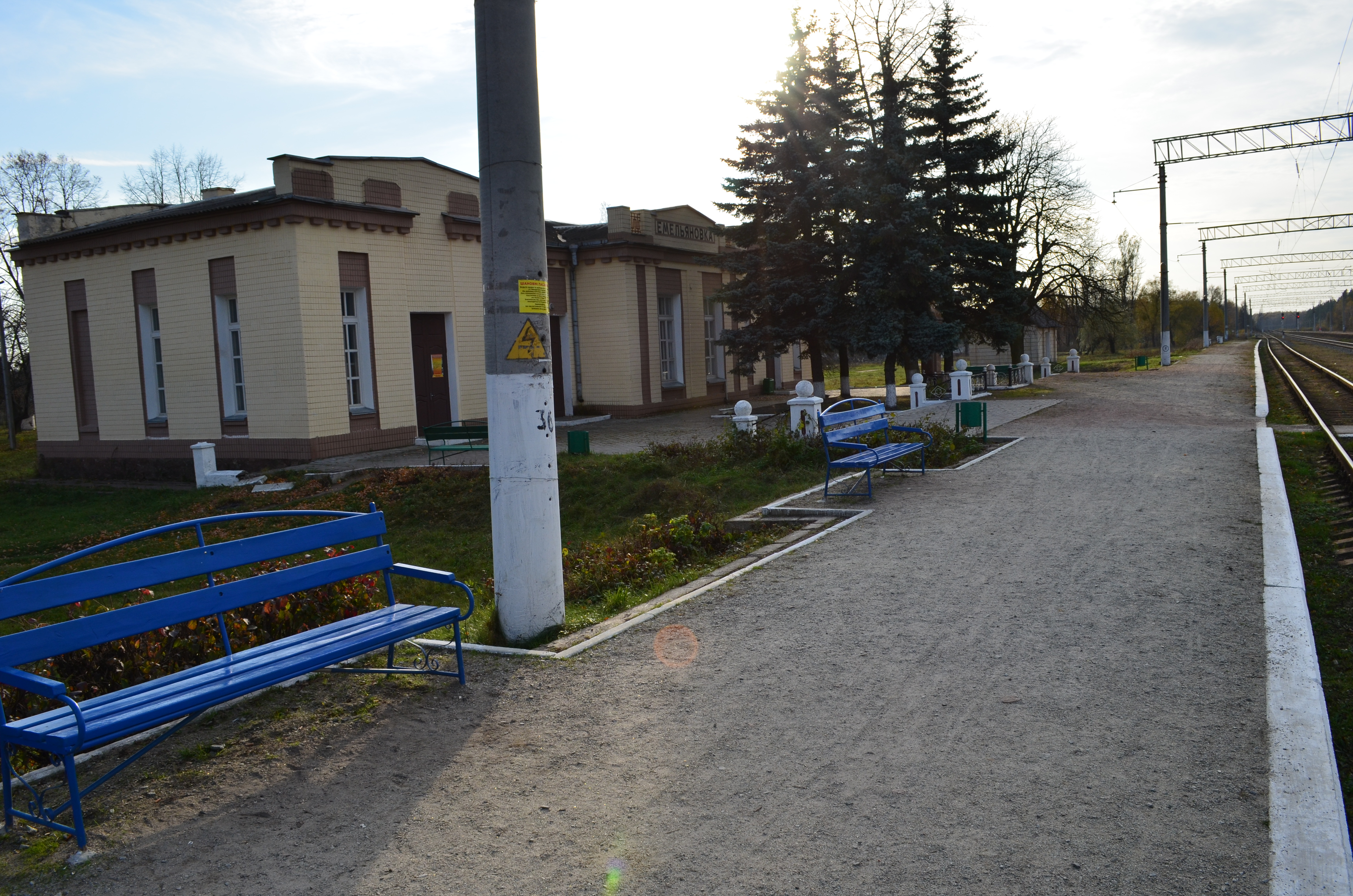

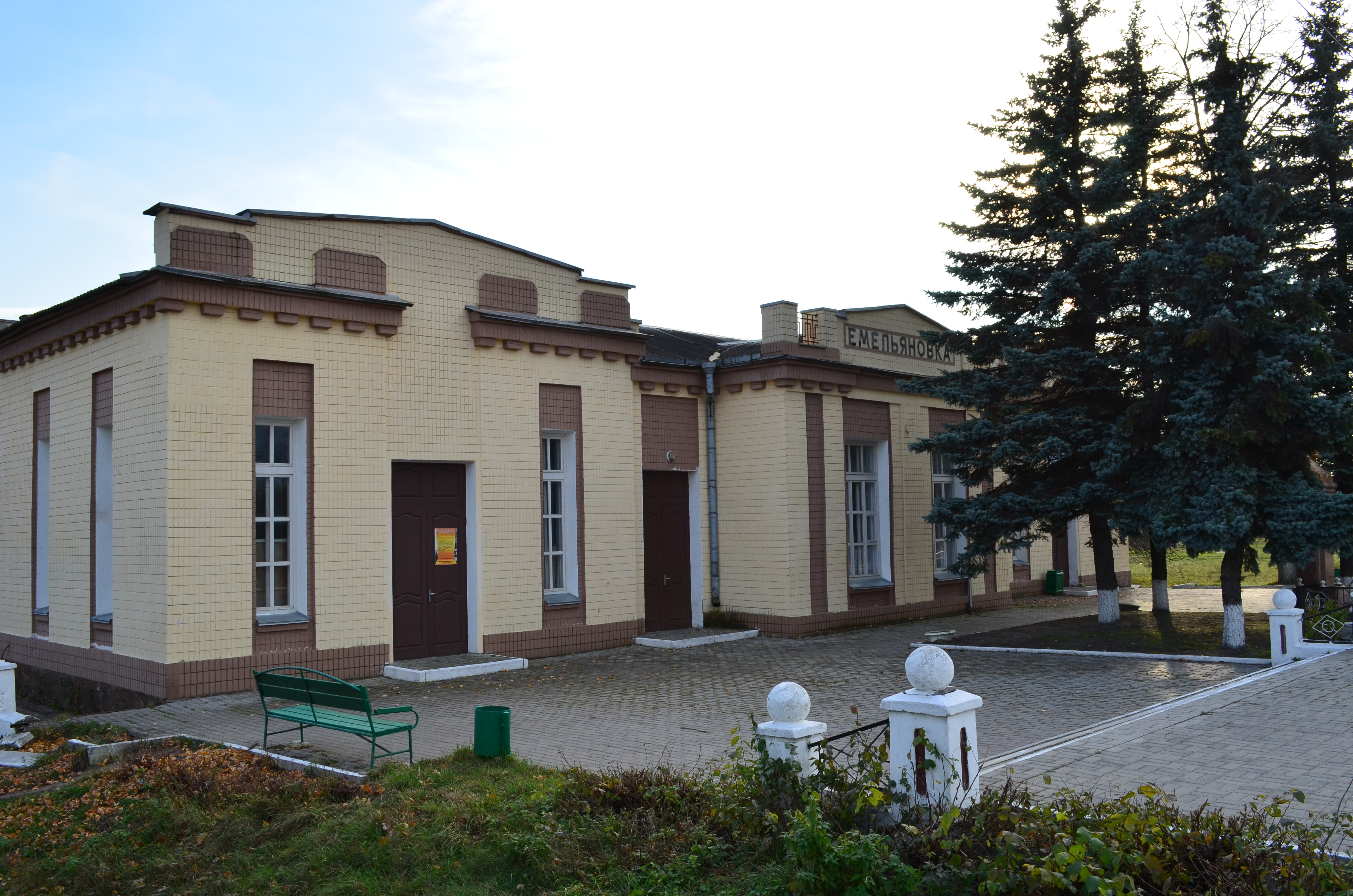
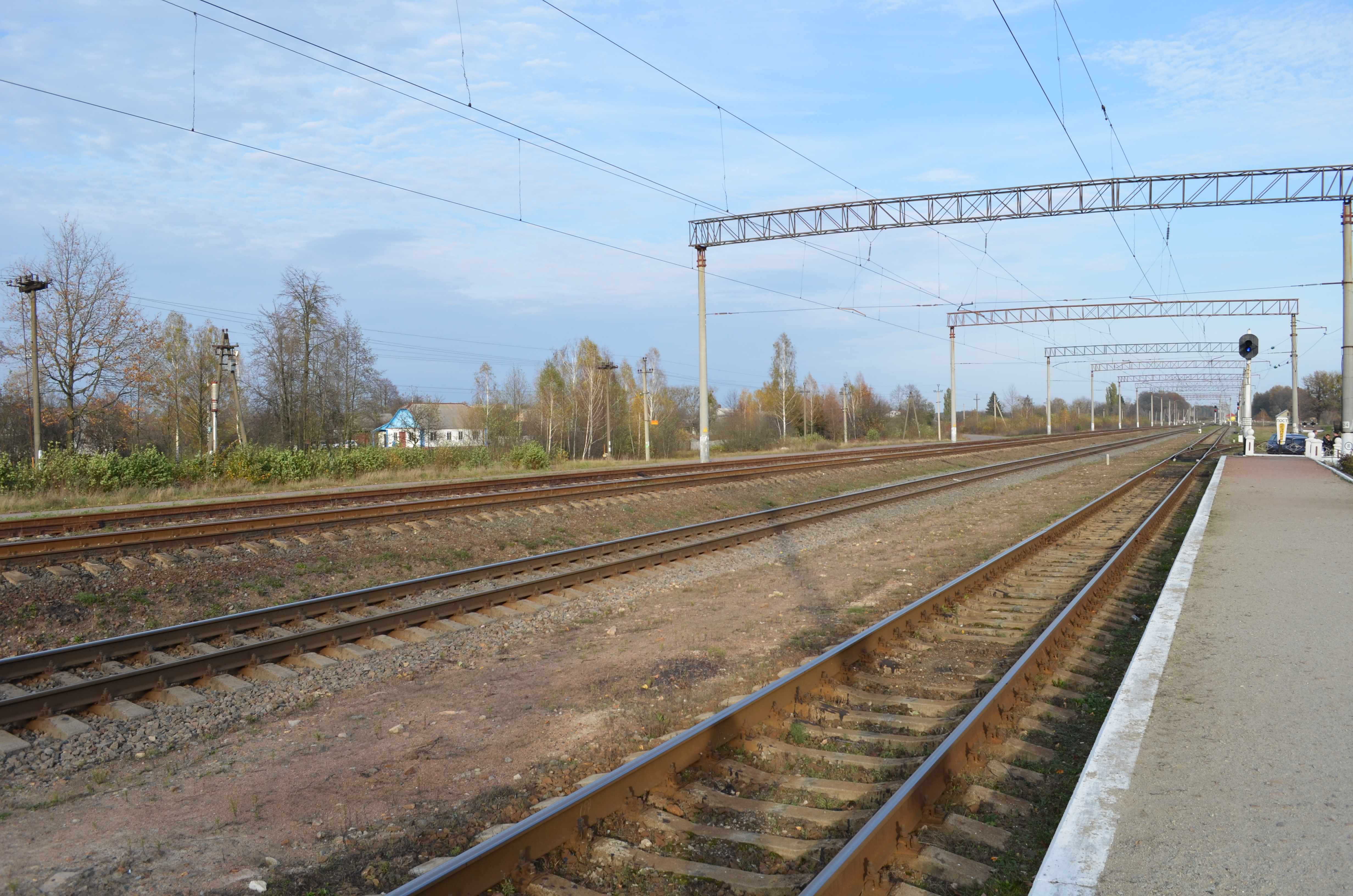